# Kleinhüningen
Kleinhüningen (toponimo tedesco; in francese Petit-Huningue) è un quartiere di 2 842 abitanti della città svizzera di Basilea, nel Canton Basilea Città.

## Storia

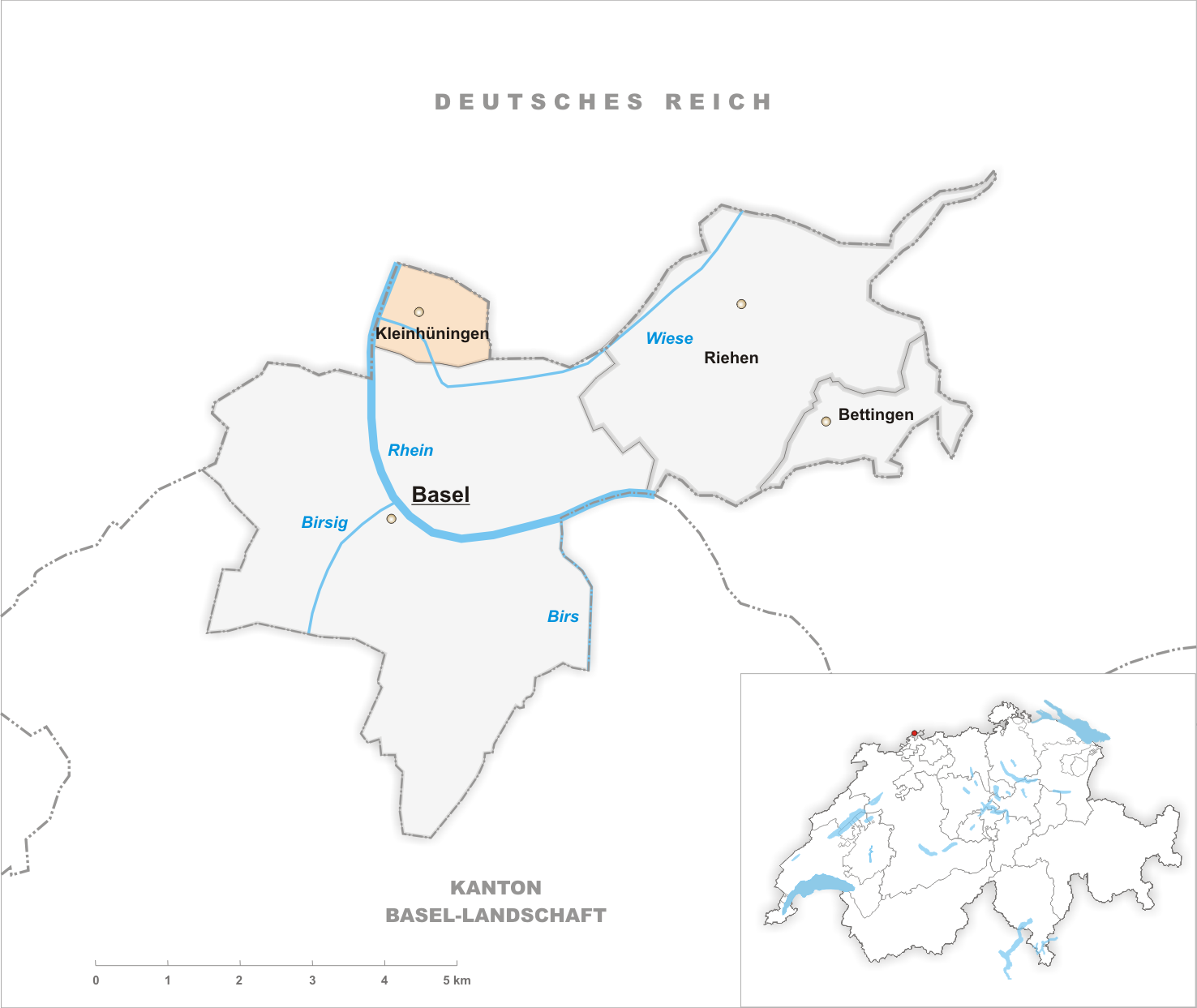
Il territorio del comune di Kleinhüningen prima degli accorpamenti comunali del 1908

Già comune autonomo che si estendeva per 1,36 km², nel 1908 è stato accorpato al comune di Basilea.

## Monumenti e luoghi d'interesse

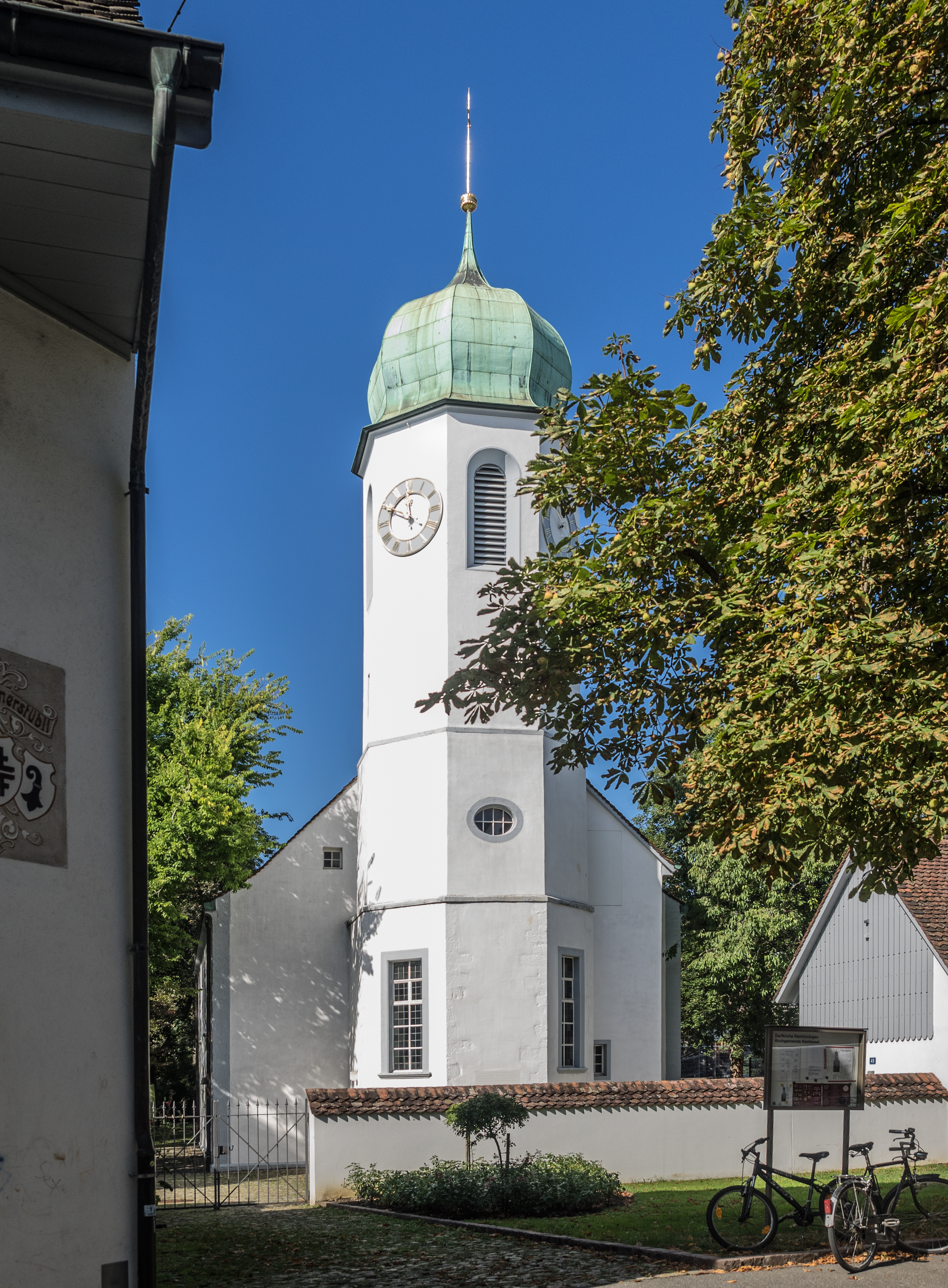
La chiesa riformata

- Chiesa riformata, eretta nel 1710[1].

## Società

### Evoluzione demografica
L'evoluzione demografica è riportata nella seguente tabella:
Abitanti censiti

## Amministrazione
Ogni famiglia originaria del luogo fa parte del cosiddetto comune patriziale e ha la responsabilità della manutenzione di ogni bene ricadente all'interno dei confini del comune.